# 喜山長尾葉猴
喜山長尾葉猴（學名：Semnopithecus schistaceus），屬於猴科長尾葉猴屬，分佈于印度、尼泊爾、斯里蘭卡等地，在中國主要分佈于西藏南部的林區，數量稀少，是國家一級保護動物。與其他長尾葉猴一樣，它們以樹葉為食。